# 華新水泥廠舊址
華新水泥廠舊址，是一座位於湖北省黄石市黃石港區的全國重點文物保護單位。華新水泥廠的籌備工作在中國抗日戰爭期間開展，以供戰後進行經濟建設之用；興建工程在1946年9月開始，因社會和經濟狀況而面臨困難，但最終能夠解決，後來獲得了「遠東第一」的榮譽。但是，隨着傳統工業在2010年前後遭到逐步淘汰，黃石港區的工業從繁盛變為蕭條；華新水泥廠也在2005年停產，計劃改造為水泥博物館。水泥廠舊址保存完好，在2013年被列入第七批全國重點文物保護單位。

## 歷史

### 籌備、興建與初期發展
1907年（清朝光緒33年），由於粵漢鐵路的修築工程需要大量水泥，湖廣總督張之洞招請國人興辦水泥廠；程祖福上書表示有意承辦，由此成立了大冶湖北水泥廠。這家水泥廠其後被启新洋灰公司接管、並更名为启新华记湖北水泥厂，又在中國抗日戰爭初期的1938年被中華民國經濟部迁往戰線後方，更名为华中水泥厂。水泥专家王濤出任华中水泥厂厂长，又成為昆明水泥公司的总经理。1943年5月，华中水泥股份有限公司与昆明水泥股份有限公司舉行股東聯席會議，決定把兩家企業合併成立华新水泥股份有限公司。
王濤認定中國最終會在抗日戰爭取得勝利，因此要開始籌備興建一座大型、先進的水泥廠，以便在戰後進行經濟建設；他為此籌募資金，聯絡股東，又選擇廠址和設備。為了確保戰後的水泥廠建設不會受貶值影響，王濤買下林場來儲備木材，又把150萬美元的資金存入花旗銀行。在抗日戰爭進入中方反攻階段後，王濤派遣工程師張寶華赴美國訂購設備；張寶華與爱丽斯·强默公司談判，訂購了兩台回轉窯、兩台生料磨、四台水泥磨，他訂購的款式可以組建每年生產50萬噸水泥的生產線，這樣的先進性和規模在當時的中國以至亞洲都相當高。
抗日戰爭剛結束後的中國經濟十分惡劣，貨幣貶值和通貨膨脹問題嚴重，令华新水泥股份有限公司原有的3,000萬法幣資本不敷應用，只好增資1,000萬法幣。其後，華新水泥廠在1946年9月動工，但因為經濟環境惡劣而耗盡資金；王濤變賣房屋等家產來補貼水泥廠的建設，加上早前的保值措施，令華新水泥廠得以繼續興建下去。到了第二次國共內戰，王濤把家眷帶到廠內，保證與員工共患難、從而安定人心；他又提出先用已有物資開始生產水泥，這在1949年初成事，但戰亂沉重打擊對水泥的需求，令水泥廠停工斷糧。中國共產黨地下黨員就此與王濤協商，王濤答應用水泥廠的煤炭、閑置設備等物資交換糧食。
中國共產黨在三大戰役取勝後即將能夠統治中國大陸，不少企業的地下共產黨員組織護廠隊，以避免中國國民黨人員在潰敗前破壞工廠；華新水泥廠成立了由王濤擔任主任的應變委員會，又在1949年3月正式成立護廠隊，在廠內站崗、巡邏。同年5月，一群國民黨潰兵進水泥廠索取錢財，王濤故意把寫有「水泥二千噸」的支票展示給他們；潰兵只好劫持接載員工的工廠班車，赴長沙領取水泥，又拆走工廠電話線，疑是企圖變賣。但是，他們發現王濤開出的是空頭支票、工廠班車司機又刻意拆下零件，憤怒的潰兵們於是強行修理、並繼續劫持工廠班車，逃亡到湖南衡陽。水泥廠向潰兵軍官行賄，司機脫身後把車駛回水泥廠，令廠方沒有損失汽車，而王濤也派工人修復電話線。

### 中後期發展及停產
中国人民解放军接管大冶縣（今湖北省黄石市和大冶市），中国人民革命军事委员会武汉军事管制委员会接管或没收了国民政府国资企业、以及官僚資本企业，當中包括华新水泥公司；人民政府接管华新水泥公司後鼓勵恢复生产，水泥廠在1950年12月建立第二条生产线。文化大革命開始後的1966年8月，华新水泥厂被更名作东风水泥厂；至1967年，水泥厂的行政领导机构遭到群众组织夺权，东风水泥厂革命委员会其後成立。1970年，水泥厂恢复原名，並成立「厂整党建党领导小组」。

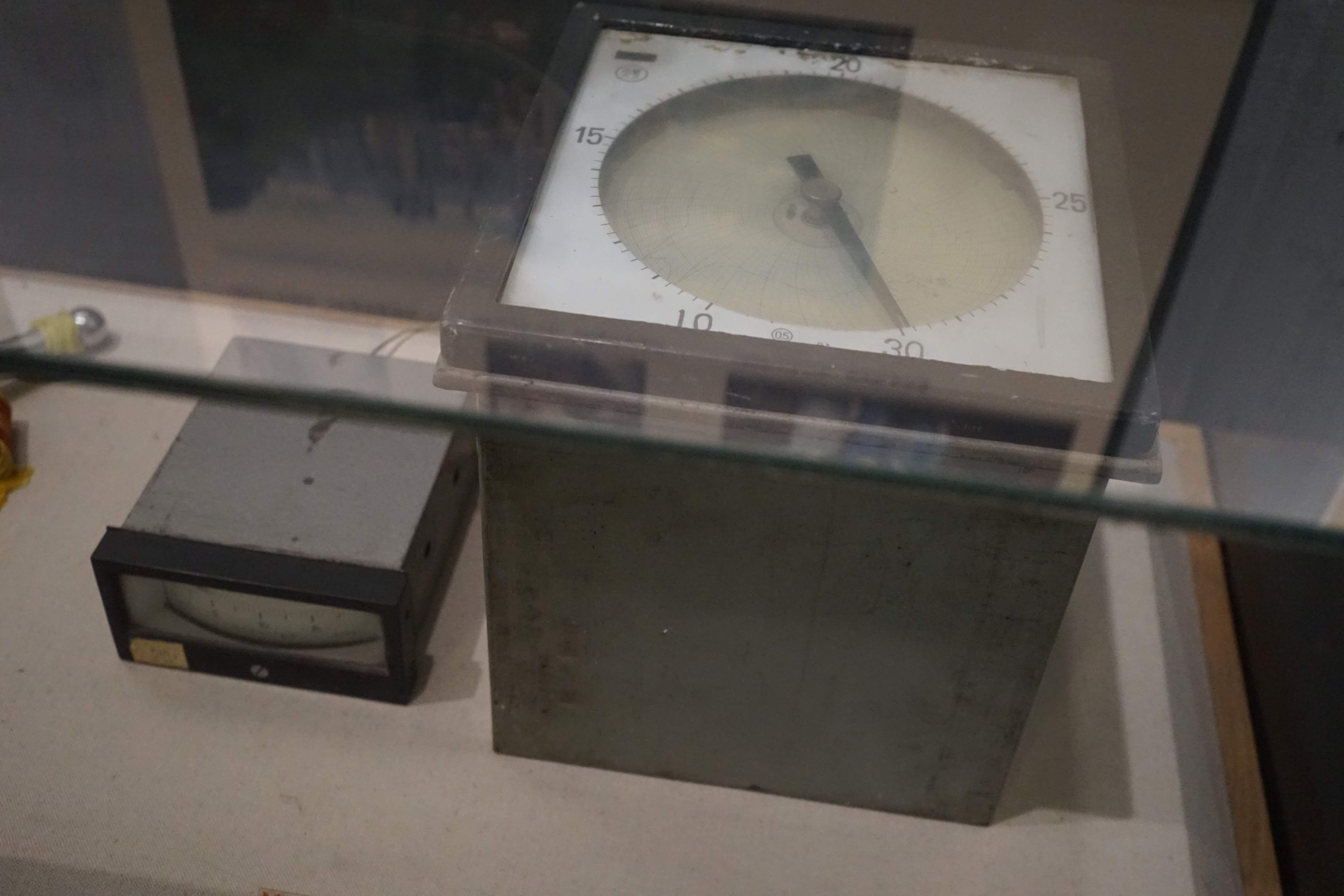
华新新型窑窑头控制仪表

在1957年，華新水泥廠出產了53.9万吨的水泥，是五年前的兩倍有多；出產的主要水泥品种有400和500号混合水泥，亦有试产道路水泥和800号水泥。華新水泥廠在1959年獲得「湖北省工交、运输、基建、財贸战线社会主义先进集体」的榮譽，華新水泥亦被譽為「遠東第一」，不少1950年代北京建設均選用了該企業的產品。水泥廠第三座水泥窑在1975年扩建、1977年投产，這座水泥窑的樣式在1970年代中国大陸的水泥厂建設中广泛流传。從開廠至1984年，華新水泥廠累計為中國大陸的經濟建設提供超過1,900萬噸水泥，歷年來的净利润和所有已繳交税項合計超過四億人民幣。該廠實施全面的品質管理，把產品品質置於產量、物資消耗和生產設備之上，出產的水泥曾連續22年全部及格；廠方亦重視降低能源消耗、進行技術革新，並推行經濟責任制，確立各工作單位的職責。1994年，第四座水泥窑投产。水泥廠的生产规模在其後的1999年达到全年350万吨，成為當時中國大陸單所工廠产量最高的水泥企业。
黃石港區的工業在1990年代曾經十分繁盛，但傳統工業在2010年前後遭到逐步淘汰，令當地工業蕭條，只好改為發展服務業。2005年，華新水泥廠停產。在當局的推動下，華新水泥廠將會改為水泥博物館。

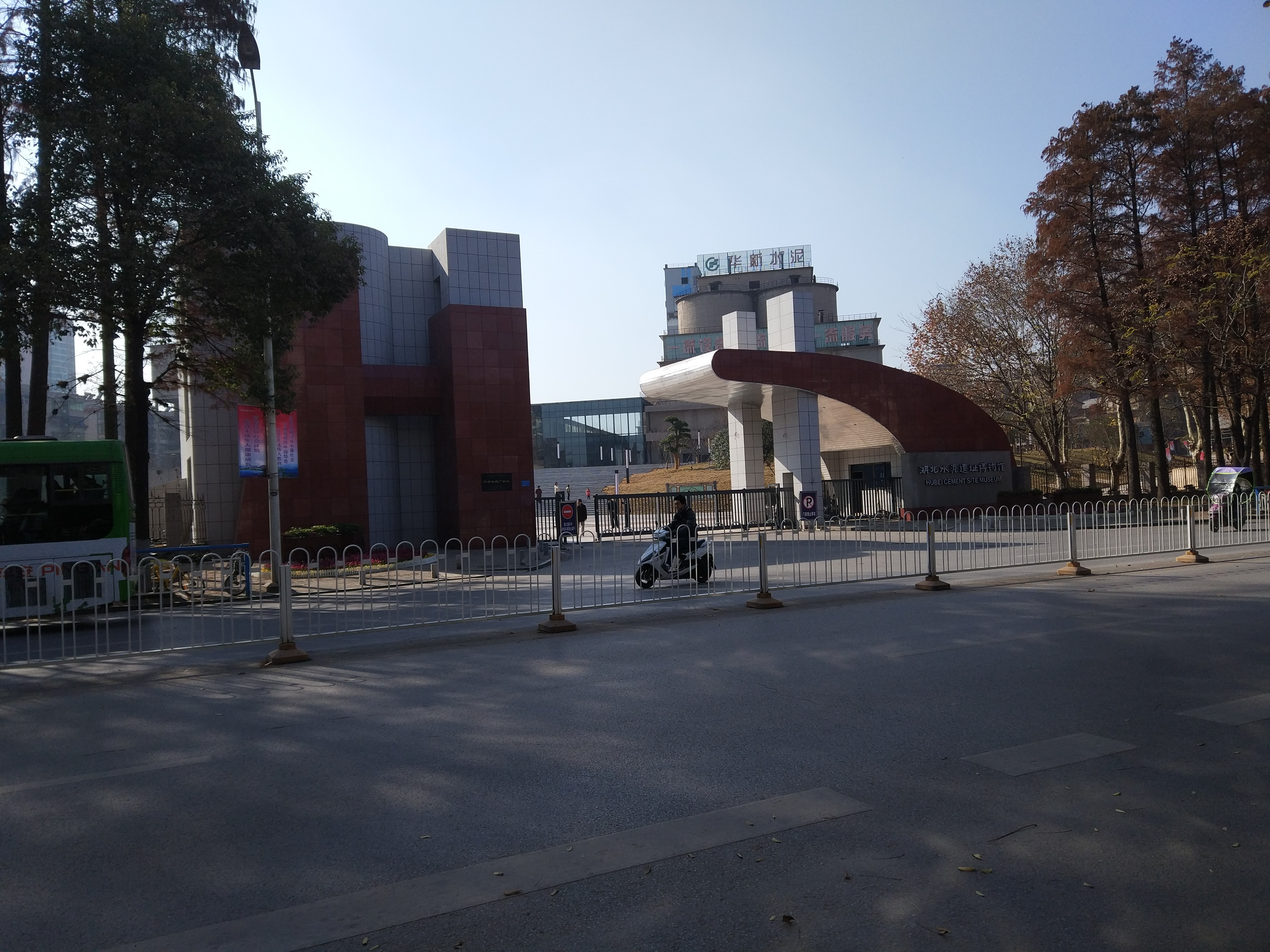
以华新水泥厂旧址为基础兴建的湖北水泥博物馆

## 设备
华新水泥厂旧址內建筑和设备包括厂房、水泥窑、磨房、装包机等。华新水泥厂的第一和第二号湿法加工水泥窑从美国进口，直徑為3.5公尺，長145公尺，是當時中國最大型的回轉窑，也是其中一款當時舉世最大型的回轉窑；三号窑是由中國自產的大型水泥濕法旋窯，名為「華新窯」，四号窑是一座预分解窑。水泥厂也有兩台備有水力分離器閉路循環的濕法生料磨，直徑2.74公尺、長3.96公尺，以及四台備有選粉機閉路循環的水泥磨，直徑和長度與濕法生料磨相同。厂内还有建厂以來的所有工业零件模型。

## 保護
華新水泥廠被學者評論為見證中國民族工業歷史的重要工業遺產，舊址保存完好，但保护状态处于冻结，日益衰败的内部环境與四周的繁华都市出現隔离的景況。水泥廠舊址是2009年第三次全國文物普查的發現之一，在2012年被列入中国世界文化遗产预备名单，作为黄石矿冶工业遗产的一部分。包括廠區生産、包裝車間等設施的合共佔18.38公頃的舊址被劃為核心保護區，包括家屬區等設施、位於廠區外圍的31.49公頃范圍則版劃為建設控制區。華新水泥廠舊址分別在2015年及2016年初開始進行保安工程和修缮工作。經過學者考察和市府推動，水泥廠將會改造成一所水泥博物館。

### 文物保护情况
2013年3月5日，以“华新水泥厂旧址”的名义被中华人民共和国国务院列为第七批全国重点文物保护单位。
其作为文物的保护范围为：东、西、北面至原华新水泥厂围墙，南面至原武装部、职工俱乐部南墙、原食堂西墙。
其作为文物的建设控制地带为：以保护范围四至为界向外延伸。东至长江边，南至华新路和湖滨路，西至枫叶山路西南20米，北至黄石大道131号以北234米。

## 參註